# Afrikaviertel (Neustadt)

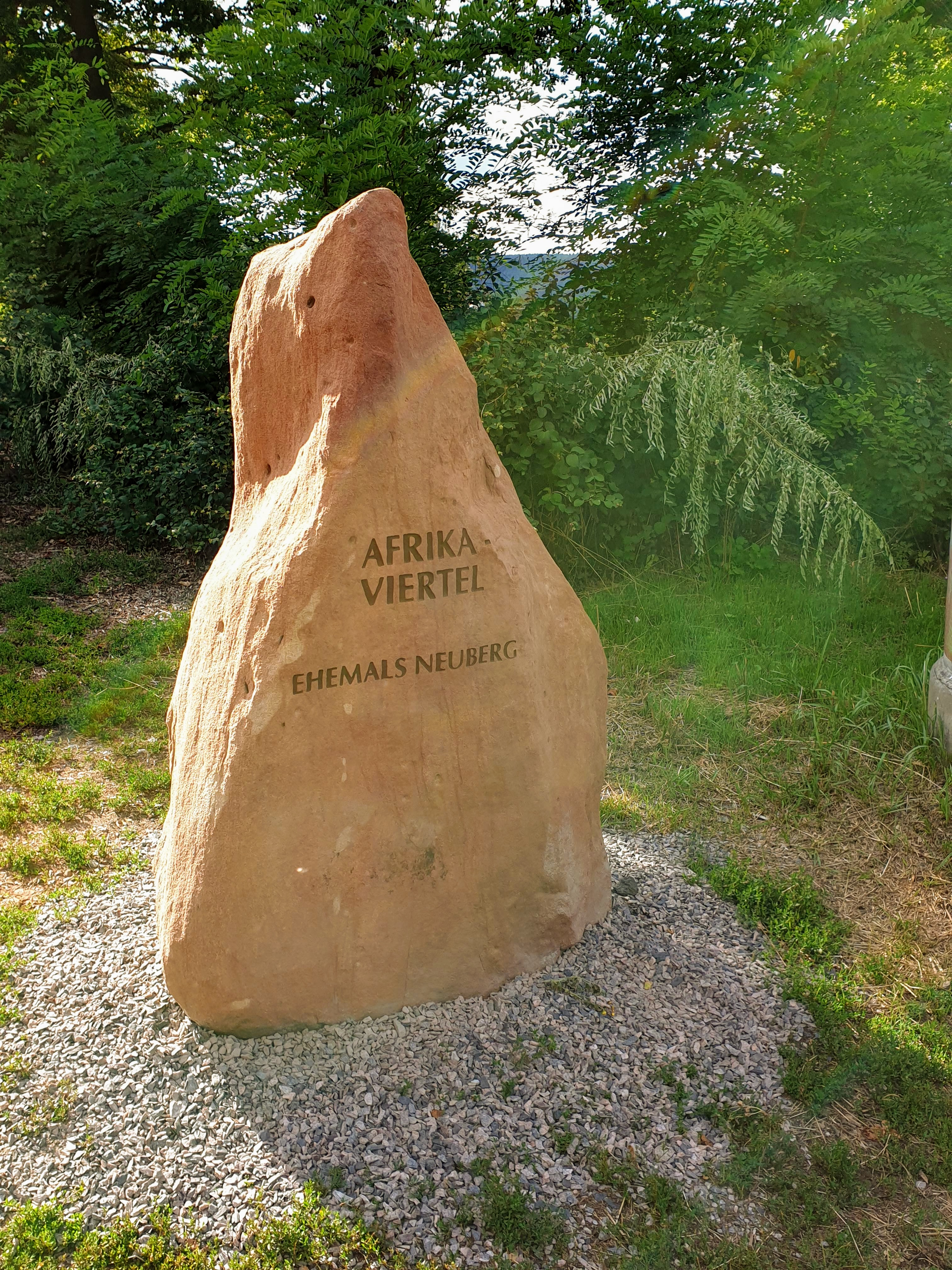
Sandsteinfindling im Afrikaviertel

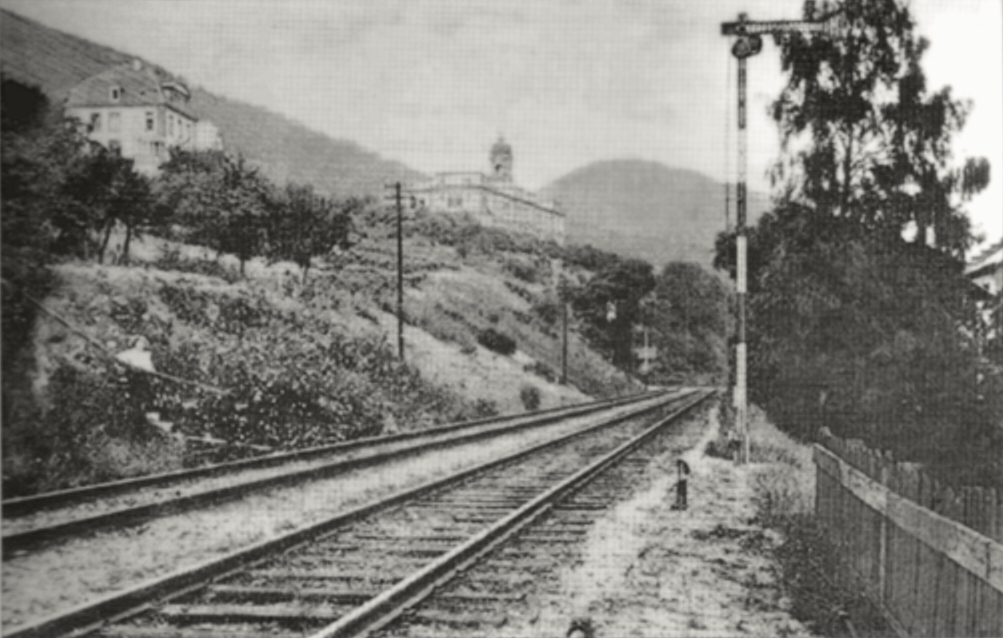
Ludwigsbahn um 1900, in der Bildmitte (mit Türmchen) das heutige Leibniz-Gymnasium im Afrikaviertel

Das Afrikaviertel ist ein Stadtviertel der pfälzischen Stadt Neustadt an der Weinstraße in Rheinland-Pfalz.

## Geographische Lage
Das Stadtviertel liegt auf einer Höhe von 170 bis 260 m ü. NHN westlich des Stadtkerns am Nordhang des 490 m hohen Nollenkopfs und südlich des Speyerbachtals, das sich dort zum Hügelland an der Deutschen Weinstraße und zur Rheinebene öffnet.
An der Abzweigung der Hauberallee von der Von-Wißmann-Straße markiert seit dem 9. August 2019 ein Findling aus rotem Sandstein das Afrikaviertel.

## Geschichte
Das Stadtviertel aus der 2. Hälfte des 19. Jahrhunderts erhielt seinen Namen nach den Straßen der Siedlung, die überwiegend nach den damals populären deutschen Afrikaforschern benannt wurden. Für die Namensgebung hatten sich zwei Familien eingesetzt, nachdem sie aus dem heutigen Namibia bzw. Tansania zurückgekehrt waren und sich hier niedergelassen hatten.
Anfang des 21. Jahrhunderts setzten Anwohner durch, dass die nach Carl Peters benannte Straße umbenannt wurde; der ehemalige Namensgeber gilt als Rassist, der als Reichskommissar in Deutsch-Ostafrika (1885–1888) wegen seines brutalen Vorgehens gegen Eingeborene den Spitznamen „Hänge-Peters“ erhalten hatte. Mit Rücksicht auf gewachsene Adressen lediglich auf dem ersten Buchstaben geändert, heißt die Straße nun Karl-Peters-Straße nach dem 1998 verstorbenen deutschen Strafrechtler.
In der Hauberallee stand von 1912 an das jüdische Altenheim. Als es während der Novemberpogrome 1938 in Brand gesetzt wurde und bis auf die Grundmauern niederbrannte, konnten zwei betagte Insassinnen, Fanny Bender und Camilla Haas, sich nicht ins Freie retten und fanden den Tod.
Zum 1. Januar 2025 erfolgte eine Umbenennung von drei Straßen. Die Exterstraße wurde bis zur Maximilianstraße verlängert und der Name Karl-Helfferich-Straße entfiel. Die Gustav-Nachtigal-Straße heißt nun Nachtigallstraße, die Karl-Peters-Straße wurde zur Maria-Merian-Straße, die Lüderitzstraße zur Königsmühlstraße und die Von-Wissmann-Straße erhielt den Namen Leibnizstraße. Vorausgegangen war ein Gutachten des Institut für Geschichtliche Landeskunde der Uni Mainz (IGL), das untersuchte, ob es in Neustadt Straßennamen gibt, die nach Personen betitelt sind, die einen Bezug zum Nationalsozialismus oder Kolonialismus haben oder antisemitische, rassistische oder frauenfeindliche Bezüge aufweisen. Daraufhin gab es eine umfangreiche Bürgerbeteiligung unter anderem mit Anliegerversammlungen und -umfragen, Vorträgen sowie einer Ausstellung. Insgesamt gingen 330 Vorschläge ein.

## Bauwerke
Wichtigster Gebäudekomplex des Viertels ist das Leibniz-Gymnasium ganz im Nordosten mit der Anschrift Karolinenstraße 103. Die neobarocke Hauberanlage westlich davon mit Treppen und einer Brunnennische wurde, wie auch die dort beginnende Hauberallee, nach dem Neustadter Ehrenbürger Ludwig Heinrich Hauber (1827–1902) benannt. Dieser hatte die Parkanlage 1899 zum Andenken an seine im Jahr zuvor verstorbene Ehefrau Karoline als Karolinenhain errichten lassen.
Im westlichen Bereich des Viertels steht das Georg-von-Neumayer-Denkmal, eine steinerne Stele, die dem Polarforscher im Jahr 1911 gewidmet wurde.
Im Jahr 2016 wurde von Bewohnern des Viertels der gemeinnützige Afrika-Viertel-Verein Neustadt an der Weinstraße gegründet, der sich um Erhalt und Pflege der Hauberanlage, des Georg-von-Neumayer-Denkmals und des im Nordwesten an das Viertel angrenzenden Naturparks Axtwurfanlagen kümmert. Vorsitzender ist (Stand 2021) Manfred Oesterle.

## Infrastruktur
Im Tal verläuft die Bundesstraße 39. Über diese, erreichbar durch die Karolinen- oder die Saarlandstraße, ist das Viertel an den überregionalen Verkehr angebunden, östlich zur Stadtmitte und zur Autobahn 65, westlich in Richtung Kaiserslautern. Ebenfalls dorthin führt die zur B 39 parallele Bahnstrecke Mannheim–Saarbrücken.